# Franco Torti
Franco Torti (Spello, 1927 – Roma, 7 febbraio 1992) è stato un paroliere, autore televisivo, teatrale e radiofonico italiano.

## Biografia
Per il teatro collaborò con Maurizio Jurgens, Guido Castaldo e Faele in diversi spettacoli, tra i quali Il trogolo (1964), I rompiglioni (1965), Helzap Happening (1969) e Forse sarà la musica del mare (1974), e realizza spettacoli per Erminio Macario (Non sparate al reverendo, del 1967, con Raffaella Carrà).
In televisione, dopo essere stato sceneggiatore di due serie di caroselli nel 1959 si affermò come autore per Corrado e Pippo Baudo in A che gioco giochiamo?, per diverse edizioni di Domenica in con Stefano Jurgens e Giorgio Calabrese, in tre edizioni di Fantastico e in Gran Premio con Bruno Broccoli e Marco Zavattini nel 1985, 1986 e 1990.
Alla radio fu l'autore, con Federico Sanguigni, Oreste Rizzini e Gianni Isidori di cinque edizioni della trasmissione Varietà, varietà (1985-1987) e, nel 1967, lo spettacolo Monsieur le Professeur, con Carlo Dapporto e Sandra Mondaini, diretto da Raffaele Meloni. Come paroliere scrisse per Milva, Catherine Spaak, Jimmy Fontana, Homo Sapiens, Orchestra Spettacolo Casadei, Gatti di Vicolo Miracoli, Corrado, Drupi, Sandra Mondaini, Peppino di Capri (Voglio bene al mondo, Come puoi lasciarmi, Questi vent'anni miei, A che gioco giochiamo?, Ti voglio be', Non ho una lira, ...E viene sabato, e poi domenica, Il leone, Charlie è una lenza, W Sbirulino, Capito?!, Paese, Merilù, Portami a ballare, Avvicinati).
Morì a 64 anni per un attacco cardiaco. Dei suoi due figli, Tiziana seguirà le sue orme come autrice radiofonica e televisiva (Techetechete' e Storie della TV).